# 标本唐家

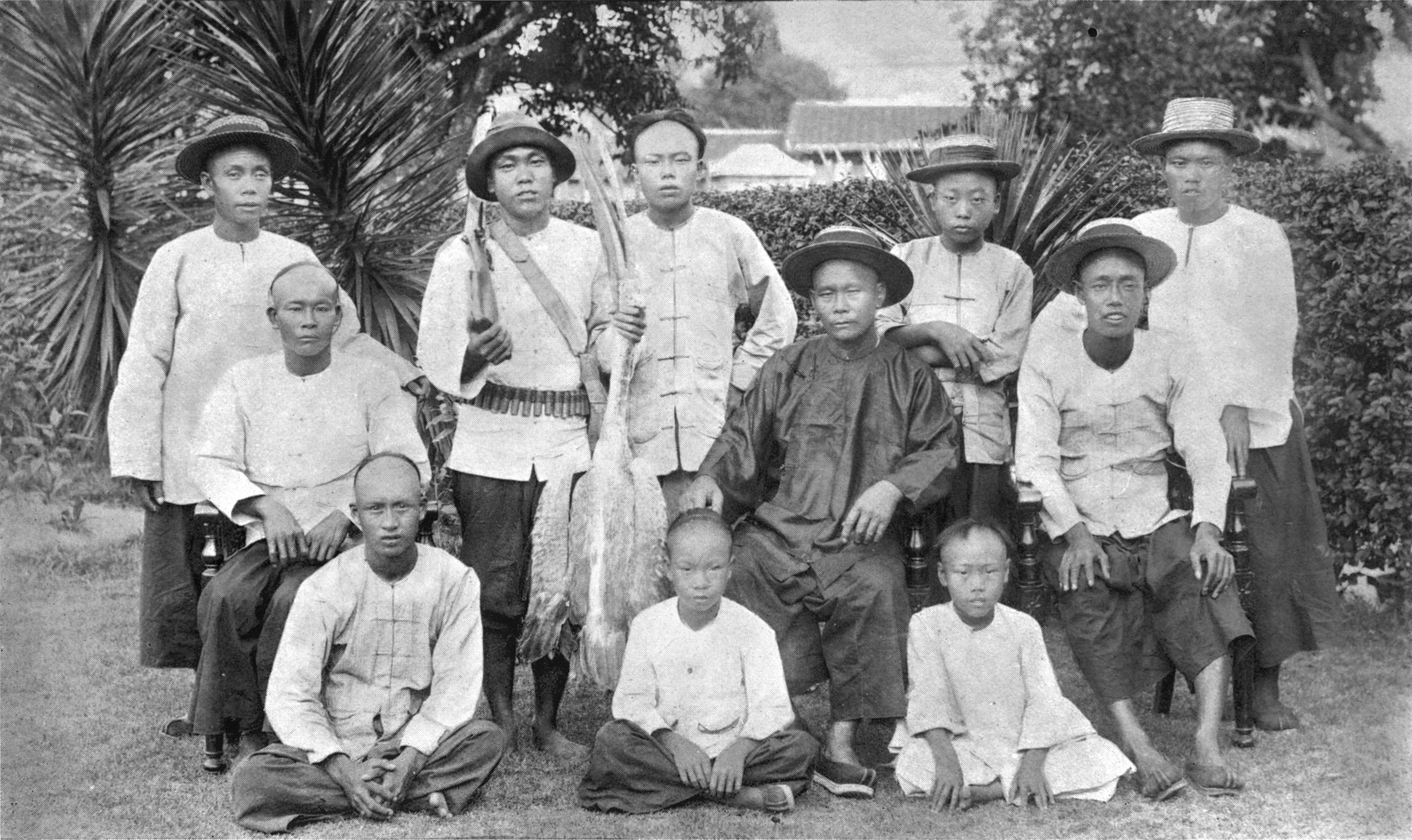
标本唐家全家福，著深色長袍者為唐春營

标本唐家源自福州唐春营采用欧式技法始创的“唐氏标本制作技术”，是现在中国唯一一个从事动物标本制作的家族，开中国许多地区的动物标本制作之先河。其标本制作技术以讲求动物的动态和灵气而著称，与北方的刘树芳及其弟子并称“南唐北刘”。

## 家族历史

### 第一代
中英两国于1858年6月26日签订中英天津条约，从此中国海关以英人为总税务司。不久，英国从清廷手中取得海关管理权，英國博物學家拉都胥因此在福州海关担任税收官员。同时大量西方的传教士进入中国，唐家开始信奉天主教。一家之主的唐春营在闽江上打鱼和捕猎为生，平时爱把打到的漂亮的鱼、鸟和小动物制成“标本”，也因此在乡邻间小有名气。1865年，法国学者赫德在福建采集野生动物标本，通过传教士知道了唐春营，就请他做助手。唐春营从此开始了专业制作动物标本的工作。
后来，拉都胥在福建一家洋行里，看到了一批被当时的欧洲上流社会的妇女视为珍奇之物白鹭翎羽。因此而结识了住在福州城郊魁歧的那位出售羽毛的人，就是唐春营。对自然科学有着强烈兴趣的拉都胥，于1896年聘请唐春营和他的儿子帮他在野外收集标本，同时也教唐春营标本制作技术，以便保存采集到的鸟兽。

### 第二代
1899年，拉都胥调任广东汕头，安土重迁的唐春营不愿离开家乡，于是派长子唐启旺随其同行。后唐春营的儿子们都充当拉都胥的助手，为他制作了大量标本。被拉都胥称做“旺旺”的唐启旺（后文献上多用唐旺旺此名），更是长期追随在拉都胥左右，在将近20年的时间里，唐启旺一家为其收集了大量的鸟类标本，这些标本大都运往英国皇家博物馆、英国自然博物馆等欧美各地博物馆收藏。
1906年，上海亚洲文会博物院和徐家汇博物院（后更名震旦博物院），分别聘请唐启旺负责采集、整理和制作动物标本工作，唐启旺一家迁到上海制作标本，这是唐家在专业研究机构和上海任职的开始。1922年，唐启旺离开上海赴厦门大学搞动物标本制作至1932年1月6日去世。
五四运动后，唐春营四子唐启秀担任了广州中山大学的标本员，成为鸟类研究专家，也是唐家第一位现代生物学者。1928年，唐启秀到国立武汉大学担任动物技师，唐家收藏的许多标本也随他运至武大。1929年，唐启秀和儿子唐瑞昌创建了国立武汉大学动物标本馆。另据记载，唐春营的6个儿子中，至少有5个学会了制作标本的技术。

### 第三代
1921年，唐启旺长子唐仁官在亚洲文会博物院院长索威比指导下，制作了一套中国鱼类标本，被博物院当作珍品陈列。唐仁官不仅擅长制作鸟类，且精于禽鸟分类。
1930年代，拉都胥在欧洲出版了他在中国东南多年的研究结果——《华东鸟类手册》，此书主要记述中国河北、山东、江苏、安徽、浙江、江西、福建和广东等沿海省分的750个种和亚种鸟类。其鸟类的记载和描述正是依据了唐家制作的标本。此书被西方人认为是继谭卫道（A.David）之《中国的鸟类》后，有关中国鸟类学方面较好的一本专著。在《华东鸟类手册》的扉页上有一张唐家的全家福照片（本页面上部）。
抗日战争爆发后，福州的唐氏家族因避乱而四散。唐家的标本制作技术，也随之在中国更广大的区域内得以流传扩散，并开始和其他标本制作流派交流沟通，互相取长补短。越来越多的唐家子弟进入高等院校。如唐瑞昌参与创建武大标本馆；唐瑞金、唐开品任职南京中央研究院自然历史博物馆；唐瑞千任职莆田博物馆和福州协和大学；唐善康则担任了复旦大学标本采集和制作的专业人员；唐瑞芳等多人任职于上海博物院（亚洲文会博物院更名而来）。

### 第四代
1954年，上海市政府派唐仁官的长子唐兆魁到长兴岛剥制一头长22米重3吨的鲸，他在母亲和妻子的帮助下，用了3个月时间完成了标本制作。唐兆魁还制作过一头5吨的巨鲸标本，至今完好如初。唐兆魁和唐兆杰兄弟对上海自然博物馆（接收上海博物院和震旦博物院而成立）的贡献巨大。1964年8月，为继承和学习唐氏的剥制技术，该馆选派青年进工场当助手学技术。上海自然博物馆所收藏的24万件动物标本中，由唐家几代人制作的达90%以上。此外唐仁官的侄子唐子明任上海师范大学生命与环境科学学院生物系高级实验师，曾在上海博物院和复旦大学工作。唐善康的侄子唐子英1950年代进入复旦大学，协助唐善康创建标本室。
1950年代是中国科学考察频繁期，正逢鼎盛时期的唐家后代，一度惊人地占据生物学科考队伍总人数的半壁江山。如现任武汉大学动物标本馆馆长的唐兆子与父亲唐瑞昌及工作人员就长期辗转大江南北，足迹遍及西双版纳、大小兴安岭和新疆阿尔泰山区，采集了大量标本。其制作的长达四米的中华鲟标本，是葛洲坝工程的第一个牺牲品，因无法过闸，头撞岩石而死。
唐兆和任福建师范大学生物工程学院副教授、并制作标本，是一名鸟类研究的专家。在福建，还有林敦永（福建省标本公司高工）、罗梓建等学习继承了唐派技术。

### 第五代
唐兆魁的长子唐庆玮和次子唐庆瑜是上海自然博物馆高级实验师，在继承传统制作的基础上，吸取了外国动物标本的科学制作方法。1980年，唐庆玮用十多天时间将几年前上海动物园2只非常受人喜欢的病死鸵鸟标本重新制作，没有一点人工处理却变得神采飞扬。他甚至因为这项心爱的事业而忘记了结婚，所以希望带几个学生把他的技艺传下去。
1980年代，上山下乡后回到上海的唐仕敏追随父亲唐子英进入复旦，现在主持着复旦大学的标本室，他的弟弟唐仕华主持着上海师范大学的标本室，堂弟唐思贤是华东师范大学生命科学学院副教授。
唐兆子一直坚决反对儿子唐健从事标本事业，直到不经意间找出了一件做工精良的鸟标本，才知道儿子早在上初中时，就已偷学唐氏绝技。于是不得不让唐健义务在馆里帮工，同时悉心传授唐门绝活。2005年，唐健正式调入了武汉大学标本馆。
在福州，唐兆和的子女已经开始学习唐派技术。唐庆圆也任教于福建师范大学生物工程学院。2001年12月9日，他和唐兆和从闽侯县白沙镇一位农民处获得一只白化白腹山雕，此标本保存于福建师大生物工程学院标本室。
1998年12月，唐思贤、唐庆瑜、唐子明、唐仕敏等唐氏后人编著的《彩图动物百科》由海燕出版社出版，后由香港九龙精英出版社再版。获第四届全国优秀科普作品奖三等奖。

## 现状
现在标本唐家第四、五代有30多人分散在北京大学、清华大学、武汉大学、复旦大学、福建师范大学、上海自然博物馆、全国农业展览馆及广州、南京等大学、科研单位和博物馆从事专业的动物标本制作工作。
自从中国政府1985年颁布了《野生动物保护法》之后，野外采集标本工作就渐渐停顿下来，开始从采集制作向整理研究转变，标本的原材料来源主要是动物园。由于近年动物的收购价格太高，上海自然博物馆的经费有限，只好缩减了动物标本的制作数量。此外，唐家事业不可避免地受到了专业的标本制作厂的冲击，流水线生产使手工作坊式的制作面临尴尬处境。艰苦的工作环境、低微的收入让年轻人不愿意从事标本制作。但唐家后人为了家族荣誉不会进行产业化的制作，毕竟标本不仅是制作，还有保养、管理和研究。
2000年秋，唐启旺当年为震旦博物馆制作的20多件哺乳动物标本经中、英、德、澳等国科学家共同鉴定后认定为极其珍贵具有极高科学研究价值的“模式标本”（含8件野水牛头骨标本、4件野猪头骨标本、2件水鹿头骨标本）。其中的野水牛已经在地球上灭绝，此外还有近千件昆虫类和其他类的动物标本。
2005年2月1日，为了让唐氏手艺发扬光大，福建省率先在全国为标本制作者评选任职资格，首次评出6名标本艺术大师和13名艺术师。近年来，福州采用独创的仿真技术，用兔、狗等家畜皮毛仿制野生动物标本，以解决原料匮乏的问题。

## 意义
唐家迁徙的一个背景是20世纪初中国知识分子对民主科学的倡导，高等院校和现代学术机构的建立。现代科学改变了中国人认识自然的角度，也改变了唐家的命运轨迹。家族技艺由此参与见证了中国现代自然学科、尤其是生物学科的发展轨迹。

唐家见证中国现代生物学科发展的方式是独特的。技艺只有体系化地纳入教育领域才能扩散和流传，这是欧洲工业革命前后的科学思潮最重要的遗产和原则。然而在中国，动物标本制作技术的扩散不是以教育而是以一个家族男丁的迁徙来实现的。（《新民周刊》）

## 阅读
- 近代西方人对武夷山的生物学考察
- 震旦博物院与上海博物院的介绍（页面存档备份，存于）
- 唐启旺（唐旺旺）的生平[]